# European Data Relay Satellite
L'European Data Relay Satellite (EDRS) è una rete di satelliti in orbita geostazionaria destinata a trasmettere informazioni tra gli altri satelliti e le stazioni a terra, per consentire la comunicazione a tempo pieno, anche con i satelliti in orbita terrestre bassa (LEO), che spesso non sono visibili da tutte le stazioni operanti a terra.
Il sistema è stato sviluppato come parte del programma ARTES 7, a partire dalla metà del 2009; il più recente satellite della serie, denominato EDRS-C, è stato lanciato nel 2019 ed opera in orbita geostazionaria. Si è unito al suo gemello EDRS-A, che è stato lanciato nel gennaio 2016. Essi si basano sulle comunicazioni ottiche tra satelliti, le quali consentono di raggiungere velocità nell'ordine dei Gbit/s.
Il programma è molto simile a quella statunitense Tracking and Data Relay Satellite che è stato realizzato per supportare lo Space Shuttle e la Stazione spaziale internazionale.
Prevede di sostituire il sistema Artemis.